# Resana
Resana ist eine nordostitalienische Gemeinde (comune) mit 9401 Einwohnern (Stand 31. Dezember 2023) in der Provinz Treviso in Venetien. Die Gemeinde liegt etwa 22 Kilometer westsüdwestlich von Treviso und etwa 25 Kilometer nordnordwestlich von Padua. Resana grenzt unmittelbar an die Provinz Padua.

## Geschichte
In der vorrömischen Epoche hatte sich in der Gegend des heutigen Ortsteils Castelminio (früher: Brusaporco) eine blühende Gemeinschaft niedergelassen. Einige archäologische Zeugnisse deuten jedenfalls darauf hin. Seit den 1990er Jahren haben die archäologischen Aktivitäten in diesem Gebiet wieder zugenommen.

## Verkehr
Resana liegt mit seinem Bahnhof an der Bahnstrecke Trient–Venedig. Die frühere Strada Statale 245 Castellana (heute: Regionalstraße) führt durch das Gemeindegebiet. Hier endete von Padua kommend die Strada Statale 307 del Santo (heute ebenfalls Regionalstraße).